# 1. deild 1990 (Fær Øer)
L'edizione 1990 della 1. deild vide la vittoria finale dell'HB Tórshavn.

## Classifica finale
|    | Classifica     | G  | V | N | P | GF | GS | Dif | Pt |
| -- | -------------- | -- | - | - | - | -- | -- | --- | -- |
| 1  | HB Tórshavn    | 18 | 9 | 6 | 3 | 37 | 22 | 15  | 24 |
| 2  | B36 Tórshavn   | 18 | 9 | 2 | 7 | 30 | 27 | 3   | 20 |
| 3  | MB Miðvágur    | 18 | 6 | 7 | 5 | 28 | 25 | 3   | 19 |
| 4  | GÍ Gøta        | 18 | 7 | 4 | 7 | 28 | 20 | 8   | 18 |
| 5  | VB Vágur       | 18 | 7 | 4 | 7 | 27 | 27 | 0   | 18 |
| 6  | B68 Toftir     | 18 | 6 | 6 | 6 | 19 | 20 | -1  | 18 |
| 7  | KÍ Klaksvík    | 18 | 6 | 5 | 7 | 30 | 36 | -6  | 17 |
| 8  | TB Tvøroyri    | 18 | 7 | 2 | 9 | 21 | 26 | -5  | 16 |
| 9  | SÍF Sandavágur | 18 | 7 | 2 | 9 | 20 | 29 | -9  | 16 |
| 10 | B71 Sandur     | 18 | 4 | 6 | 8 | 17 | 25 | -8  | 14 |

G = Partite giocate; V = Vittorie; N = Nulle/Pareggi; P = Perse; GF = Goal fatti; GS = Goal subiti; DIF = Differenza reti, PT = Punti

### Verdetti
- HB Tórshavn campione delle Isole Fær Øer 1990
- SÍF Sandavágur e B71 Sandur retrocesse in 2. deild